# Festuca contracta
Festuca contracta är en gräsart som beskrevs av Thomas Kirk. Festuca contracta ingår i släktet svinglar, och familjen gräs. Inga underarter finns listade i Catalogue of Life.